# Heterusia symphlebica
Heterusia symphlebica là một loài bướm đêm trong họ Geometridae.